# Окелло, Джон
Джон Окелло (англ. John Okello; 1937, Ланго, Северная область — 1971) — угандийский революционер и лидер Занзибарской революции в 1964 году, в результате которой был свергнут султан Джамшид ибн Абдулла и Занзибар стал Народной Республикой. Трудовой мигрант из Уганды и африканский националист, Окелло во время революции объявил себя «фельдмаршалом Занзибара и Пембы», однако из-за совершённых его сторонниками массовых эксцессов считался одиозной фигурой и вскоре был изгнан из страны.

## Биография

### Молодость
Родился в округе Ланго на территории протектората Уганды и был крещён в возрасте двух лет, получив имя Гедеон. Осиротел в 11 лет и вырос у родственников. Когда ему было 15 лет, самостоятельно отправился в путь и находил работу в разных местах Британской Восточной Африки. Работал клерком, слугой, садовником и много путешествовал, живя в разное время в Уганде, Кении и Танганьике. Позже прошёл обучение и стал каменщиком. Был арестован в Найроби по обвинению в изнасиловании и провёл в заключении два года. После этого случая приобрёл стойкую англофобию. В некоторых источниках его даже называли бывшим полицейским.
В 1959 году уехал на остров Пемба, где пытался найти работу на одной из ферм. Вступил в партию «Афро-Ширази» шейха Абейда Каруме, которая выступала против доминирующего положения арабского меньшинства на островах Занзибар и Пемба. Джон Окелло был харизматичным человеком, его речи, осуждающие британское колониальное правление, выходцев из Южной Азии с Индийского субконтинента, которые доминировали в коммерческой жизни, и арабов, которые доминировали в политической жизни Султаната Занзибара, были популярны среди африканского населения острова. В 1961 году «Занзибарская националистическая партия», в которой доминировали арабы, одержала победу на сфальсифицированных выборах, что убедило Джона Окелло в том, что только революция, достигнутая насилием, даст политическую власть африканскому большинству на Занзибаре.

### Революционная деятельность
В 1963 году уехал на Занзибар, где связался с лидерами молодёжной организации партии «Афро-Ширази», которая стремилась к революции, чтобы забрать власть у арабов. На Занзибаре он трудоустроился маляром, вступил в профильный профсоюз и передвигался по острову, выступая с речами в профсоюзных отделениях, а также решал организационные вопросы для совершения революции с целью свержения власти султана. В свободное время собрал небольшую армию решительных африканских националистов, преимущественно похожих на него озлобленных портовых люмпен-пролетариев. Эта армия должна была соблюдать строгие правила: сексуальное воздержание, нельзя было употреблять в пищу сырое мясо и алкоголь.
Будучи религиозным человеком, необходимость начать восстание он обосновал своим собственным мистическим опытом: он был убеждён, что Бог во сне приказал ему сломить могущественное положение арабов и совершить революцию на Занзибаре и Пембе, освободив чёрных африканцев от арабского владычества. Также рассказал, что ещё в Уганде получал указания от Бога, наблюдая за положением камней в ручье. В ночь перед революцией отдал своим людям приказ убить всех арабов в возрасте от 18 до 25 лет, щадить беременных и пожилых женщин и не насиловать девственниц.

### Восстание
12 января 1964 года при народной поддержке коренного африканского большинства острова Джон Окелло и его люди пробились к столице Занзибара, Каменному городу, где жил султан. Несмотря на то, что они были плохо вооружены, сумели застали полицию Занзибара врасплох и захватили власть.
Во время выступления по радио он назвал себя «фельдмаршалом Занзибара и Пембы». Отдал султану приказ убить его семью, а затем убить себя, в противном случае Джон Окелло заявил, что сделает это самостоятельно. Однако султан находился в безопасности и позже сбежал в Великобританию. Премьер-министру и другим министрам Занзибара не удалось сбежать, и они провели в тюрьме много лет.
В период с 18 по 20 января 1964 года, после переворота, произошла резня, в ходе которой были убиты от 2000 до 4000 арабов, выходцев из Южной Азии и Коморских островов, чьи семьи жили на Занзибаре на протяжении веков. Помимо убийств, его последователи совершили тысячи изнасилований, разрушали имущество и дома. В течение нескольких недель пятая часть населения Занзибара была убита или стала беженцами. Руководя этническими чистками, своими радиоэфирами Окелло также наводил ужас на арабское население острова, от которого, например, требовал раздеться до трусов и встречать революционные отряды африканцев лёжа на животе.

### Изгнание
Окелло создал Революционный совет и был назначен лидером партии «Афро-Ширази». Абейд Каруме был назначен президентом, а лидер партии «Умма» шейх Абдулрахман Мохамед Бабу премьер-министром (позже вице-президентом). Ни Каруме, ни Бабу не были проинформированы о перевороте. Оба проживали на тот момент в Танганьике, но вернулись на Занзибар, где их приветствовал Джон Окелло. Однако они не захотели иметь с ним ничего общего. После этого Джон Окелло оказался слишком токсичным, чтобы играть какую-либо заметную роль в правительстве новой страны, и был постепенно выдавлен с политической сцены, но Абейд Каруме позволил сохранить ему титул «фельдмаршала».
К 3 февраля 1964 года Занзибар вернулся к нормальной жизни, и Абейд Каруме был почти безоговорочно принят в качестве президента. Джон Окелло сформировал из своих сторонников военизированное подразделение, известное как «Военные силы свободы», которые патрулировали улицы и участвовали в грабежах. В дополнение к жестокой риторике Джона Окелло, его резкий английский акцент ланго и христианские убеждения оттолкнули многих в основном умеренных, занзибарских мусульманских членов партии «Афро-Ширази». К марту 1964 года многие участники «Военных сил свободы» были разоружены сторонниками Абейда Каруме и ополчением партии «Умма». Джона Окелло депортировали в Танганьику, а затем в Кению, прежде чем он вернулся в свою родную Уганду. Был официально лишён звания фельдмаршала 11 марта 1964 года.
«Народно-освободительная армия» была сформирована правительством Занзибара в апреле 1964 года и завершила разоружение оставшихся членов «Военных сил свободы». 26 апреля 1964 года Абейд Каруме объявил, что ведёт переговоры о вступлении в союз с Танганьикой и образовании новой страны Танзании. Одними из целей объединения были: недопущение захвата власти радикалами из партии «Умма» и уменьшение возможности усиления коммунистического влияния в Восточной Африке. Несмотря на это, власти Каруме восприняли многие аспекты социалистического курса партии «Умма» в области здравоохранения, образования и социального обеспечения, а некоторые члены этой партии были приглашены к участию в революционном правительстве.

### Дальнейшая жизнь
Джон Окелло проживал в Кении, Конго-Киншасе (Заире) и Уганде. Несколько раз сидел в тюрьме. Последний раз его видели вместе с президентом Уганды Иди Амином (также одиозным националистом, запомнившимся гонениями в том числе на лиц азиатского происхождения) в 1971 году, а затем он исчез. Ходили слухи, что именно по приказу угандийского диктатора он и был тайно убит, так как посмел поставить себя с ним на одну доску, заявив, что в Уганде «теперь два фельдмаршала».

## Культурные отсылки
Чернокожего раба, которого сыграл Эдвард Роулэнд в фильме Вернера Херцога 1972 года «Агирре, гнев божий», зовут «Окелло». В своём комментарии к DVD-версии фильма Вернер Херцог также говорит, что персонаж самого Агирре был частично смоделирован по образцу Джона Окелло, с которым режиссёр контактировал (Окелло хотел, чтобы тот перевёл его книгу). Вернер Херцог заявил, что: «выбрал имя Окелло, потому что этим фильмом во многом обязан его увлечениям, его истерии, его ужасным фантазиям».